# La Mosella
La Mosella és una masia situada al municipi de Lladurs, a la comarca catalana del Solsonès. Es troba a la vora de la rasa homònima.